# Costaticella hiulca
Costaticella hiulca är en mossdjursart som först beskrevs av Maplestone 1899.  Costaticella hiulca ingår i släktet Costaticella och familjen Catenicellidae. Inga underarter finns listade i Catalogue of Life.